# Зубанов, Валерий Викторович
Зубанов Валерий Викторович (Днепропетровск, 30 мая 1951 года — Сочи, 17 декабря 1990 года) — советский яхтсмен, трёхкратный чемпион и призёр чемпионатов СССР, участник трёх летних Олимпийских игр, мастер спорта международного класса.

## Биография
Начал заниматься парусным спортом в Днепропетровске сравнительно поздно, в возрасте 16-и лет под руководством тренера Валерия Гусенко.
Решением тренерского совета вошёл в Сборную команду СССР шкотовым в экипаж Владимира Леонтьева, класс «Летучий голландец» в 1968 году.
В этом качестве был участником  трёх летних Олимпийских игр.
На Играх 1972 года был шестым.
На Играх 1976 года был пятым.
На Играх 1980 года был пятым.
После выхода из Сборной команды перешёл на тренерскую работу.
Погиб в порту Сочи во время переворота тренерского катера на штормовой волне 17 декабря 1990 года. Похоронен в Днепре.